# إساياس كاراسكو
إساياس كاراسكو هو نقابي وسياسي إسباني، ولد في 11 يونيو 1966 في موندراغون في إسبانيا، وتوفي بنفس المكان في 7 مارس 2008. نشط حزبياً في الحزب الاشتراكي العمالي الإسباني.